# 母成峠の戦い
| 板垣退助（1870年頃撮影） |  | 大鳥圭介（幕末） |
| 板垣退助（1870年頃撮影） |  | 大鳥圭介（幕末） |

母成峠の戦い（ぼなりとうげのたたかい、慶応4年8月21日（グレゴリオ暦1868年10月6日））は、会津戦争（戊辰戦争）の戦いの一つ。会津藩境の母成峠（現・福島県郡山市・猪苗代町）を守る旧幕府軍800が新政府軍7,000と戦い、兵力と兵器の差で大敗した。旧幕府軍は敗走し、勝利した新政府軍は若松城下に殺到した。二本松城陥落後の追滅戦であり、二本松藩兵にとって最後の抵抗となった。

## 背景
江戸城無血開城の後、会津戦争が開始された。旧幕府軍は北関東で新政府軍を迎え撃ったが白河口の戦いで敗れ、7月29日（グレゴリオ暦9月15日）の二本松の戦い（北緯37.599642度分秒 東経140.427986度分秒）で二本松城が陥落した。これにより、新政府軍は会津を東から攻撃出来る状態となった。
次の段階として、新政府軍は江戸に居る大総督府の参謀・大村益次郎が「枝葉（会津藩を除く奥羽越列藩同盟諸藩）を刈って、根元（会津藩）を枯らす」と仙台・米沢への進攻を指示したが、二本松に居る参謀・板垣退助と伊地知正治は逆に「根元を刈って、枝葉を枯らす」と会津攻めを主張した。会津藩が国境へ兵を出して藩内を手薄にしている今が有利である上に、雪の降る時期になると新政府軍が不利になるため、その前に会津を制圧したいというのが主な理由であった。
結局、板垣と伊地知の意見が通り、新政府軍は会津へ向かうことになった。しかし会津への進攻口を選択するにあたり、土佐藩参謀の板垣は東の御霊櫃峠（御霊櫃口、北緯37.432917度分秒 東経140.198889度分秒）を、薩摩藩参謀の伊地知はそれより北側の母成峠（石筵口、北緯37.595278度分秒 東経140.243611度分秒）を推して互いに譲らず、最終的に長州藩の百村発蔵の説得により、伊地知の案に決した。
会津に入るには何か所かの街道があるが、その中で会津藩が特に警戒して防御を固めたのは南西の会津西街道（日光口、北緯37.070833度分秒 東経139.746944度分秒）、南東の勢至堂峠（白河口、北緯37.331667度分秒 東経140.125556度分秒）、二本松と若松を最短で結び当時の主要街道であった中山峠（楊枝峠、二本松口）であった。
会津藩は新政府軍が中山峠に殺到すると予測しており、新政府軍はその裏をかく形となった。母成峠には、板垣と伊地知が率いる主力部隊1,300、土佐藩の谷干城が率い勝岩の台場へ向かう兵約1,000、さらに別働隊として薩摩藩の川村純義が率いる300を送った。一方の中山峠には、陽動部隊800を先に派遣した。旧幕臣の大鳥圭介は新政府軍主力が母成峠に向かったことを的確に把握していたが、いかんせん手持ちの兵力が少なすぎた。

## 経過
8月20日、二本松へ先制攻撃を仕掛けた旧幕府軍の一部隊が進軍中の新政府軍と遭遇し、坂下で前哨戦が行われた。大鳥麾下の伝習隊が奮戦する一方で会津藩兵等は敗走したため、殿を務めることになった伝習隊は白兵戦に慣れないため30余名の死傷者を出す大損害を受けたが、新政府軍の進撃を食い止めた。
翌21日、新政府軍2,200は本隊と右翼隊に分かれ、濃霧の中で母成峠を目指した。新政府軍は薩摩藩兵と土佐藩兵を主力とし、他に長州藩兵、佐土原藩兵、大垣藩兵、大村藩兵を加えて6藩で編成されていた。母成峠の旧幕府軍守備隊は、峠から山麓にかけて築いた3段の台場と勝岩の台場、守将・田中源之進が率いる会津藩兵200ばかりであったが、大鳥が率いる伝習隊400や仙台藩兵100、二本松藩兵100、土方歳三が率いる新選組若干名が加勢し、総勢800となった。
戦いは午前9時頃に砲撃戦で始まった。旧幕府軍の指揮官は大鳥であり、兵力を縦深陣地に配備し、その配下の伝習隊は善戦した。しかし、緒戦で木砲のみの第一台場（萩岡）が陥落し、大砲2門を置いた第二台場（中軍山）も新政府軍が山砲で攻撃した上に、長州藩兵の側面攻撃が功を奏して炎上する。さらに、勝岩の台場を固めていた守備隊も土佐藩兵の攻撃を受け、追い詰められた旧幕府軍は頂上に残った第三台場（勝軍山/母成峠）で大砲5門を以て反撃するも、新政府軍は第二台場から大砲20余門で母成峠を攻撃した。濃霧の中、間道から現れた新政府軍に背後を襲われた旧幕府軍は大混乱に陥った。敗色が濃くなるにおよび、大鳥の叱咤も空しく、またもや会津藩兵等は伝習隊を置き去りにして逃走した。やがて峠は新政府軍が制圧し、午後4時過ぎにはほぼ勝敗は決した。前日に引き続き再び殿となった伝習隊は大打撃を受け、大鳥の総員退却命令も伝達されないまま潰走した。
この戦いでの土方歳三の所在は不明だが、中地口に居る兵300から400を率いる内藤介右衛門と砲兵隊長の小原宇右衛門へ猪苗代に対する警告を発している。しかし内藤らは手遅れと判断し、若松に戻ることを優先した。その結果、母成峠を突破した新政府軍は猪苗代城（北緯37.561972度分秒 東経140.103889度分秒）へ向けて進撃し、猪苗代城代・高橋権大夫は城と土津神社に火を放って若松へ撤退した。敗走する伝習隊は諸所に火を放ち新政府軍の進撃を遅滞させることを試みるも、22日に猪苗代に到着した新政府軍はそのまま若松へ向けて進撃を続け、台風による豪雨の中を川村純義の薩摩隊は猛進し、22日夕には十六橋に到達した（十六橋の戦い）。
会津藩の佐川官兵衛は先鋒総督として出陣し、新政府軍の若松進攻を阻止しようと十六橋の破壊を始めていたが、川村隊から銃撃された上に新政府軍の後続諸隊3,000余が相次いで到着し、退却を余儀なくされた。新政府軍は橋を占領し復旧させるとこれを突破し、夜には戸の口原に進出した。会津藩は佐川が戸ノ口・強清水・大野ヶ原に陣地を築いて防戦し（戸ノ口原の戦い）、前藩主・松平容保も自ら白虎隊（士中二番隊）などの予備兵力をかき集めて滝沢村まで出陣したが、容保は戸ノ口原の戦いで新政府軍が会津軍を破って滝沢峠に迫ったとの報告を受けると若松城へ帰城した。新政府軍は23日朝には江戸街道を進撃し、午前10時ごろに若松城（北緯37.487717度分秒 東経139.929786度分秒）下へ突入した。

## 影響
会津藩にとって、越後口や日光口では藩境あるいは藩外での戦いが続いていた時期であり、藩境がわずか1日で突破されたのは予想外だった。前藩主・松平容保自ら救援に出陣したが遅きに失し、新政府軍に若松城下に突入され、白虎隊（士中二番隊）や娘子軍、国家老西郷頼母一家に代表される悲劇が引き起こされた。一方で相次ぐ重税により藩に愛想を尽かしていた領民もおり、お上の戦に対しては他人事の様子で、中には新政府軍に協力する者もいたことが記録されている。
会津軍は籠城を余儀なくされ、他の戦線でも形勢不利となっていった。会津藩の降伏は1か月後のことだが、会津藩の劣勢が確実になったことで、仙台藩・米沢藩・庄内藩ら奥羽越列藩同盟の主力諸藩が自領内での戦いを前に相次いで降伏し、奥羽での戦争自体が早期終息に向かった。母成峠の戦いが、会津戦争ひいては戊辰戦争全体の趨勢を決したと言える。
現在、母成峠には古戦場碑や戦死者の慰霊碑が建てられ、当時の土塁等も残されている。